# Jane Pollard
Jane Pollard, née le 4 novembre 1972 à Newcastle au Royaume-Uni, est une réalisatrice, plasticienne et directrice de la photographie anglaise.

## Biographie
Jane Pollard rencontre Iain Forsyth, également étudiant en art, au Goldsmiths College de Londres où elle ressort diplômée d'un Bachelor of Fine Art & Art Theory en 1995 puis d'un Master of Fine Art en 2004. 
Le duo Iain Forsyth et Jane Pollard n'a depuis jamais cessé de multiplier les performances artistiques entre installations sonores et créations visuelles. Les sessions dites "live" et plus globalement tout ce que regroupe la musique se retrouvent fréquemment au cœur de leurs compositions.

## Carrière professionnelle

### Installations et performances

#### Rock ‘N’ Roll Suicide (1998)
À la suite d'une préparation de dix-huit mois, la performance scénique Rock 'N' Roll Suicide est présentée au cours de deux représentations à l'Institute of Contemporary Arts (ICA) de Londres, les 2 et 3 juillet 1998. 
Iain Forsyth et Jane Pollard ont choisi de retranscrire au détail microscopique près, la dernière et légendaire performance de David Bowie sous les traits de Ziggy Stardust réalisée vingt-cinq années plus tôt. Entre réalité virtuelle et simulée, l'événement se veut une critique de la façon dont la célébrité, l'authenticité et la nostalgie peuvent opérer dans la culture contemporaine.
Le comédien Steve Harvey interprète le rôle de Ziggy Stardust. Il est accompagné sur scène des musiciens du groupe The Spiders From Mars et notamment du jeune musicien de jazz Tom Cawley. Les sept costumes présents dans le spectacle ont été recréés par Natasha Korniloff, qui avait joué avec David Bowie dans la troupe de mime de Lindsay Kemp. Utilisant le documentaire filmé par Donn Alan Pennebaker ainsi qu'une poignée d'enregistrements bootleg, les artistes ont entrepris de rassembler tout ce qui avait eu lieu en 1973.

#### Silent Sound (2006)
Le projet Silent Sound débute comme une simple performance en direct du St. George's Hall avant d'être programmé lors de la Biennale de Liverpool en 2006.
Le travail repose sur la relation entre la musique et l'expérimentation psychologique, s'appuyant sur des techniques issues de la Victorian seance room et de la pseudo-science de la communication subliminale. La performance s'articule autour de la machine de sonorité silencieuse, créée par les artistes et visant à intégrer un message subliminal dans un morceau de musique. La musique originale est composée par J. Spaceman, autrement connu sous le nom de Jason Pierce du groupe britannique Spiritualized.
Silent Sound est exposé pour la première fois à Londres de février à mars 2011, dans le cadre de Publicsfear, première rétrospective artistique de Jane Pollard et Iain Forsyth à la South London Gallery.

#### Bish Bosch: Ambisymphonic (2013)
Le 24 mai 2013, l'installation Bish Bosch : Ambisymphonic réalisée en collaboration avec le coproducteur Peter Walsh et le musicien Scott Walker est présentée pour la première fois à l'Opéra de Sydney. La pièce d'une durée de 25 minutes définit l'originalité et la profondeur du travail de l'artiste à travers une immersion sonore plongeant l'auditeur dans l'obscurité. L'installation repose sur un haut-parleur géodésique à la pointe de la technologie créé par Arup et complété de haut-parleurs multidirectionnels, programmés par Raj Patel et Terence Caulkins.

#### Requiem for 114 Radios (2016)
Requiem pour 114 radios est un témoignage de la mort de la technologie analogique, dans lequel les radios font appel à un univers complexe de messages mystérieux, de sifflements modulés, de voix mutilées et de mots incompréhensibles. Le procédé mêlant aux contributions radiophoniques, les voix réelles de musiciens donne à écouter une lecture nouvelle du requiem Dies Irae, présent notamment dans les films Shining et Orange mécanique de Stanely Kubrick.
Parmi les musiciens associés au projet se croisent les prestations de Matt Berninger (The National), Jehnny Beth (Savages), Casper Clausen (Efterklang), Jarvis Cocker, Jimi Goodwin (Doves), Rachel Goswell (Slowdive, Minor Victories), Blaine Harrison (Mystery Jets), Joe McAlinden (Linden, Superstar, BMX Bandits), Aimée Nash (The Black Ryder), Beth Orton, Conrad Standish (Devastations), Jonnine Standish (HTRK), Elena Tonra (Daughter) et Rachel Zeffira (Cat’s Eyes). 
Entre le 6 juillet et le 24 août 2016, Requiem for 114 Radio est activé à la Somerset House de Londres, dans le cadre de l'exposition collective Daydreaming with Stanley Kubrick sur une proposition de James Lavelle. 

### Cinéma

#### 20 000 jourssur Terre
En 2013, Jane Pollard et Iain Forsyth entament le tournage de 20 000 jours sur Terre. Entre fiction et réalité, les réalisateurs parcourent  24 heures de la vie du musicien et icône culturelle internationale Nick Cave. Le film donne également à voir une représentation intime du processus artistique et créatif. Le long métrage est ponctué d'une bande originale inédite à travers les séances d’enregistrement de Push the Sky Away par les interprètes de Nick Cave and the Bad Seeds.
Le film est projeté en avant-première lors du Festival du film de Sundance en janvier 2014, où les cinéastes reçoivent le Prix de la mise en scène ainsi que le prix de la meilleure édition cinématographique pour Jonathan Amos. Ils sont les lauréats la même année, du Prix Douglas Hickox récompensant une première réalisation aux British Independent Film Awards.

### Télévision

#### Neil Gaiman's Likely Stories (2015)
Neil Gaiman's Likely Stories est une adaptation télévisuelle en quatre parties des nouvelles de l'auteur britannique Neil Gaiman. La série est dirigée par Iain Forsyth et Jane Pollard et réunit les comédiens Tom Hughes, Johnny Vegas, George MacKay, Rita Tushingham et Kenneth Cranham. La musique originale est composée par le musicien anglais Jarvis Cocker. Produit par Sid Gentle Films, un premier épisode est diffusé le 26 mai 2016 sur la chaîne Sky Arts.

#### Murder (2016)
Murder est une série dramatique anglaise créée par Robert Jones et Kath Mattock, diffusée sur la BBC Two. Produite par Touchpaper TV et lauréate d'un Bafta, elle est composée de 3 épisodes par saison. En complément des images de vidéosurveillance, des actions en direct et des preuves judiciaires, les protagonistes s'adressent directement à la caméra en donnant leur version des événements. En 2016, Jane Pollard et Iain Forsyth réalisent l'épisode 3 de la première saison, intitulé The Big Bang.

### Vidéos d'Art
En parallèle des installations et performances artistiques, le duo a réalisé plus d'une dizaine de vidéos d'art depuis 1995. Une rétrospective de ces créations a été présentée le 3 novembre 2014 au Tate Britain de Londres.

### Collaborations musicales
En 2008, le duo Forsyth et Pollard est sollicité par le musicien australien Nick Cave afin de diriger leur première vidéo promotionnelle musicale en amont de la sortie de Dig, Lazarus, Dig !!!, quatorzième album studio de Nick Cave and the Bad Seeds. La vidéo tournée à Pinewood Studios dans le comté de Middlesex repose sur une succession d'images de la ville de New York au devant desquelles Nick Cave effectue la chanson en une seule prise continue. Parmi les projections en arrière-plan, se devinent divers membres de la bande dansant à travers une lumière créée par Tim Noble et Sue Webster. D'autres caméos marquent la présence de Will Self, Michael Higgs, Karl Theobald, Peaches Geldof ou Beth Orton.
La collaboration se poursuit entre 2009 et 2011, période pendant laquelle les cinéastes produisent  Do you love me like I love, une série de quatorze courts métrages afin d'accompagner la réédition du catalogue musical de Nick Cave & The Bad Seeds. En parallèle de ce projet, le groupe et les créatifs travaillent sur une autre série de films, Precious Little à travers laquelle de jeunes inconnus se tournent directement vers la caméra afin d'évoquer ce que les chansons signifient pour eux. 
La musique comme fil conducteur de leurs interventions, les pousse dès 2009 a débuter une succession de captations live des artistes qu'ils sélectionnent personnellement. Chaque session est exécutée et enregistrée en direct, souvent dans des endroits inhabituels. Parmi nombre des musiciens sollicités, Warpaint, Mystery Jets, Alabama Shakes, Friendly Fires, Yeasayer, S.C.U.M, Erasure, Josh T. Pearson, Bobby Gillespie, Grinderman, Daughter, Bon Iver, St. Vincent, Gang Gang Dance, Future Islands, Efterklang, Iron & Wine ou Camera Obscura. 
Quelques mois avant sa disparition en mai 2011, le poète, romancier et musicien de jazz américain Gil Scott-Heron signe son premier album, au terme de 16 ans de travail chez XL Recordings. Les réalisateurs dirigent le court métrage musical I'm New Here en introduction de cette sortie. À la suite de cette rencontre, ils éditent en 2015, le documentaire Who Is Gil Scott-Heron ? en collaboration avec Evan Saxon Productions,. 
En 2015, Jane Pollard participe à la réalisation de trois courts métrages accompagnée de l'auteur Stuart Evers, afin d'accompagner la publication de Not To Disappear, second album du groupe britannique Daughter. Cette invitation fait suite à une première collaboration en 2013 avec la création du clip musical illustrant le titre Still, extrait du premier album de la formation If You Leave, édité chez 4AD.

## Expositions et installations
Parmi les installations les plus récentes : 
- 2016 : Requiem for 114 Radios, Bristol New Music Commission, Colston Hall, Bristol, Royaume-Uni, mai-juin 2016
- 2016 : Daydreaming with Stanley Kubrick, proposition de James Lavelle, Requiem for 114 Radios, Somerset House, Londres, Royaume-Uni, 6 juillet – 24 août 2016
- '2013 : Bish Bosch : Ambisymphonic en collaboration avec Scott Walker, Sydney Opera House, Australie, 24 mai - 2 juin 2013
- 2011 : Romeo Echo Delta, Abandon Normal Devices Festival, Manchester, Royaume-Uni, 31 octobre 2011
- 2011 : Silent Sound, Publicsfear, South London Gallery, Londres, Royaume-Uni, 4 février - 18 mars 2011
- 2009 :  Radio Mania: An Abandoned Work, BFI Southbank Gallery, Londres, Royaume-Uni, 8 mai - 11 juillet 2009
- 2007 : The 24 seven, Milton Keynes Gallery, Milton Keynes, Royaume-Uni, 1er décembre 2007 – 13 janvier 2008
- 2006 : Silent Sound, commissionnée par A Foundation, Liverpool Biennial, Liverpool, Royaume-Uni, 16 septembre - 26 novembre 2006
- 2006 : Walk With Nauman (Re-Performance Corridor), Jerwood Space, Londres, Royaume-Uni, 31 mai - 1er juillet 2006

## Performances
- 1996 : The World Won’t Listen, 30 Underwood Street Gallery, Londres, Royaume-Uni, 22 novembre 1996
- 1997 : The Smiths is dead, Institute of Contemporary Arts (ICA) Commission, ICA Theatre, Londres, Royaume-Uni, 1er août 1997
- 1998 : A Rock ‘N’ Roll Suicide, ICA Theatre, Londres, Royaume-Uni, 2 et 3 juillet 1998
- 2008 : Re-Learning Piece, Festival Call + Response, sur une proposition de Candice Breitz, Musée d’Art Moderne Grand Duc Jean, Luxembourg, Luxembourg, 28 avril 2008
- 2011 : Soon, Festival Nuit Blanche sur une proposition de Nicholas Brown, Commerce Court, Toronto, Canada, 1er octobre 2011

## Filmographie

### Clips musicaux
- 2008 : Dig, Lazarus, Dig !!!, Nick Cave and the Bad Seeds, Dig, Lazarus, Dig !!!, Mute Records
- 2010 : I'm New Here, Gil Scott-Heron, XL Recordings
- 2013 : Still, Daughter, If You Leave, 4AD
- 2015 : Numbers, Doing the Right Thing et How, Daughter, Not To Disappear, 4AD

### Films et documentaires
- 2014 : 20 000 jours sur Terre de Jane Pollard et Iain Forsyth, Pulse Films, JW Films, HanWay Films
- 2015 : Who Is Gil Scott-Heron ? de Jane Pollard et Iain Forsyth, Evan Saxon Productions, XL Recordings

### Vidéos d'Art
- 1995 : Chain Smoker, Tap Dancer, Iain Forsyth, Jane Pollard, projet d'étude, Goldsmiths College de Londres.
- 1997 : Damaged, Iain Forsyth, Jane Pollard, édition limitée de 100 cassettes vidéo de 8 min pour le projet Words & Pictures réalisé entre 1994-1997.
- 2001 : Fucked up lover, Iain Forsyth, Jane Pollard, 30 min, exposition Modern Love au Hobbypop Museum de Düsseldorf et à l'Union Gallery de Londres, sur une proposition de Dan Howard-Birt.
- 2003 : File Under Sacred Music, Iain Forsyth, Jane Pollard, The Cramps, Afonso Pinto de The Parkinsons, Holly Golightly et Bruce Brand de Thee Headcoatees, John Gibbs de The Wildebeests, 22 min, BBC, Arts Council England, Institute of Contemporary Arts, Core Arts.
- 2005 : Walking After Acconci (Redirected Approaches), Iain Forsyth, Jane Pollard, Vito Acconci, 24 min, Kate MacGarry.
- 2005 : Anyone else isn’t you, Iain Forsyth, Jane Pollard, Momus, Steve Lamacq et JJ Charlesworth, 30 min, The Hospital, Londres.
- 2007 : Kiss My Nauman, Iain Forsyth, Jane Pollard, Bruce Nauman, 47 min, proposition de Jarvis Cocker pour le Meltdown Festival organisé au Southbank Centre, Londres.
- 2007 : Make me yours again, Iain Forsyth, Jane Pollard, 34 min, Precious Little, Moving Image Centre Toi Rerehiko, Auckland, Nouvelle-Zélande.
- 2008 : Walking Over Acconci (Misdirected Reproaches), Iain Forsyth, Jane Pollard, Miss OddKidd, 15 min, Kate MacGarry Gallery.
- 2008 : Run For Me, 61 min, Beth Bate, Great North Run Moving Image Commission.
- 2009 : Performer. Audience. Fuck Off., Iain Forsyth, Jane Pollard, Iain Lee, 23 min, enregistré à la Site Gallery de Sheffield
- 2010 : First Kiss, Iain Forsyth, Jane Pollard, David Andrew Perkins, Bryony Kay, 4 min, enregistré à l'Institute of Contemporary Arts (ICA) de Londres.
- 2013 : Jumpers (What must I do to be saved), Iain Forsyth, Jane Pollard, Warren Ellis, Meredith Vivian OB, 7 min, Live at LICA.
- 2014 : Edit, Joe McAlinden, Iain Forsyth, Jane Pollard, Martin McCardie, Katie Nicoll et Kate Bracken, 30 min.
- 2015 : Paradise Lost ? Doug Aitken, Iain Forsyth, Jane Pollard, Kirk Lake, Warren Ellis, Florence Pugh, Toby Sebastian, Sean Harris, Henry Rollins, 9 min, Film London Artists’ Moving Image Network, Arts Council England, Barbican et Kate MacGarry Gallery.

### Autres réalisations
- 2009 : Radio Mania: An Abandoned Work de Jane Pollard et Iain Forsyth (Court métrage), Kate MacGarry Gallery
- 2009 - 2011 : Do You Love Me Like I Love You, série de 14 épisodes de 40 minutes, Jane Pollard et Iain Forsyth, Mute Records
- 2009 - 2014 : Series of Live Music Sessions, Mute Records, 4AD, Rough Trade, XL Recordings
- 2016 : Murder, The Big Bang, épisode 3, BBC2

## Distinctions
- 2014 : Prix de la mise en scène, 20 000 jours sur Terre, Festival du film de Sundance
- 2015 : Douglas Hickox Award for Best Debut Director, 20 000 jours sur Terre, British Independent Film Awards
- 2016 : Bafta de la meilleure série dramatique pour Murder